# Vanessa Guide
Pour les articles homonymes, voir Guide.
Vanessa Guide est une actrice française, née à Besançon.

## Biographie

### Enfance et parcours scolaire
Petite-fille d'une exploitante de cinéma, Vanessa veut d'abord devenir danseuse étoile mais c'est son envie constante de jouer la comédie, qui va la pousser à faire ses premiers pas a la télévision et au cinéma.
Elle entame sa formation dans sa ville natale : à l'internat du lycée Pasteur, tout près de son domicile, elle obtient un 20/20 à l'option théâtre de son baccalauréatpuis se lance dans une licence d'art du spectacle, s'oriente vers le Conservatoire à rayonnement régional de Besançon avant de partir pour Paris poursuivre son apprentissage dans un atelier de cours professionnel dirigé par Justine Heynemann.
Elle participe en 2001 à la pièce de Dario Fo Isabelle, trois caravelles et un charlatan, mise en scène par Marie-France Boitier.

### Percée médiatique (2008-2016)
En 2008, Vanessa tourne dans plusieurs spots publicitaires. Elle fait également partie de la distribution d'une série télévisée de M6, Pas de secrets entre nous et enchaîne avec différents téléfilms ainsi que des courts-métrages.
À partir de 2013, le grand public la découvre dans la série d'action No Limit de TF1. La même année, elle est aux Talent Cannes, joue dans la pièce de théâtre Le Carton et figure dans le court-métrage La Bifle. Parallèlement, la Bisontine tient des petits rôles au cinéma : Les Seigneurs (2012), Casse-tête chinois (2013), Duo d'escrocs (2013), Supercondriaque (2014), Libre et assoupi (2014).
C'est la télévision qui lui procure la plus grande visibilité : à partir de 2014, avec Monsieur Poulpe, Vanessa refait l'actualité du lundi au jeudi, dans un programme court humoristique intitulé Le Rappel des titres dans l'émission Le Before du Grand Journal sur Canal+. Elle parvient aussitôt à capitaliser sur cette exposition puisqu'en 2015, alors que se conclut No Limit, elle est à l'affiche de deux succès : Les Nouvelles Aventures d'Aladin, aux côtés de Kev Adams, et Papa ou Maman, de Martin Bourboulon.

### Comédies populaires (depuis 2016)
En 2016, Vanessa joue le rôle de la sœur de l'héroïne dans Joséphine s'arrondit, de Marilou Berry. La même année, elle tient l'un des rôles principaux dans Going to Brazil, avec Alison Wheeler & Margot Bancilhon puis fait partie de la distribution de la comédie horrifique Le Manoir, menée par des youtubeurs et réalisée par Tony Datis.
En 2018, elle tient le premier rôle féminin dans Comme des garçons, face à Max Boublil. Le film est cependant retiré des salles au bout d'une semaine malgré des critiques positives et reçoit une nomination au festival de Valenciennes ainsi qu'une autre au festival de comédie de l'Alpe d'Huez. Toujours en 2018, elle s'aventure pour la première fois dans un drame avec un second rôle dans Bonhomme, de Marion Vernoux, porté par le tandem Nicolas Duvauchelle / Ana Girardot avant de revenir à la comédie (Alad'2, réalisé par Lionel Steketee, où elle retrouve son personnage de princesse Shallia).

## Vie privée
Elle a un frère ainsi qu'une sœur, Eva, qui a perpétué le métier de leurs parents (tous deux coiffeurs) et participé en 2015 à un programme sur TF1 intitulé "Hair, le meilleur coiffeur". 
De 2012 à 2015, Vanessa est la compagne de José Reis Fontao, chanteur du groupe rock-indé Stuck in the Sound.

## Filmographie

### Cinéma

#### Longs métrages
- 2009 : Machotaildrop de Corey Adams et Alex Craig : Sophie
- 2011 : Michel Petrucciani de Michael Radford : elle-même
- 2012 : Les Seigneurs d'Olivier Dahan : Charlotte
- 2013 : Casse-tête chinois de Cédric Klapisch : l'infirmière
- 2013 : Duo d'escrocs de Joel Hopkins : la fille au Beach Club
- 2014 : Supercondriaque de Dany Boon : Manon
- 2014 : Libre et assoupi de Benjamin Guedj : Jeannine
- 2015 : Papa ou Maman de Martin Bourboulon : Marion
- 2015 : Les Nouvelles Aventures d'Aladin d'Arthur Benzaquen : la princesse Shallia
- 2016 : Joséphine s'arrondit de Marilou Berry : Diane
- 2016 : Tout pour être heureux de Cyril Gelblat : Eva
- 2016 : Going to Brazil de Patrick Mille : Katia
- 2017 : Le Manoir de Tony T. Datis : Sam
- 2018 : Comme des garçons de Julien Hallard : Emmanuelle Bruno
- 2018 : Bonhomme de Marion Vernoux : Mélissa
- 2018 : Alad'2 de Lionel Steketee : la princesse Shallia
- 2019 : Music Hole de Gaetan Liekens et David Mutzenmacher : Martine
- 2020 : 30 Jours max de Tarek Boudali : Stéphanie
- 2020 : Connectés de Romuald Boulanger : Emmanuelle
- 2020 : La Ballade des cœurs perdus de Giorgia Farina : Club 27 Amy Winehouse
- 2022 : Les Liaisons dangereuses de Rachel Suissa : Fan
- 2023 : 3 Jours max de Tarek Boudali : Stéphanie
- 2024 : Zénithal de Jean-Baptiste Saurel : Sonia
- 2024 : Les Cadeaux de Raphaële Moussafir et Christophe Offenstein : Océane
- 2025 : Délocalisés d'Ali et Redouane Bougheraba

#### Courts métrages
- 2005 : 4/16 de Yaron Dahan
- 2005 : Pression capillaire de Sandy Lakdar
- 2005 : La Rumeur court de A-Caroline Luttringer
- 2006 : Le Saint Bâtard de Matthieu Giovanardi
- 2007 : Tutto o niente de Christophe Fustini
- 2007 : Morgane de Mathieu Puga
- 2008 : Destinée de Hisham Abdel Khalek
- 2008 : Ni repris, ni échangé de Justine Heynemann
- 2008 : Rencontre sur banquette de Fabien Delmas
- 2009 : Le Miroir de Coline Assous
- 2010 : Une leçon d'amour de Daryoush Zandi
- 2010 : Cache-cash de Laurie Marx
- 2010 : Claire et Zoé de Rémi Bernard
- 2011 : Rock In dElsa Bennett et Hyppolyte Dard
- 2012 : Un retour en avant de Guillaume Renusson
- 2012 : La Marque des champions de Stéphane Kazandjian
- 2012 : La Bifle de Jean-Baptiste Saurel
- 2013 : L'Air(e) de rien de Jamel Zaouche
- 2014 : La Beauféthie de Théodore Bonnet
- 2014 : Boomerang d'Audrey Clinet
- 2015 : Ictus érotique de Keren Marciano
- 2019 : Le partage de la Cigogne de Michaël Cohen
- 2019 : Talk de Romuald Boulanger
- 2021 : Edgar d'Anthony Sonigo

### Télévision
- 2006 : Super Communs (série, mini-épisodes)
- 2008 : Pas de secrets entre nous (série)
- 2008 : Répercussions (téléfilm)
- 2009 : Les Châtaigners du désert (téléfilm en deux parties)
- 2011 : La Chanson du dimanche (série)
- 2012-2015 : No Limit (série - trois saisons)
- 2013 : Le Débarquement (deux émissions)
- 2013 : Pendant ce temps (mini-sketchs dans l'émission Le Grand Journal)
- 2013 : Lazy Company (série ; deuxième saison)
- 2014 : Enfin te voilà (série), un épisode
- 2014 : La Loi de Barbara (série), épisode Le Coupable idéal
- 2017 : Holly Weed (série OCS)
- 2019 : Pitch (série), épisode L'effet papillon
- 2020-2022 : 3615 Monique (série OCS - deux saisons)
- 2020 : Derby Girl (série), un épisode
- 2021 : Stalk (série France.tv Slash) deuxième saison
- 2021 : Profession comédien (documentaire)
- 2022 : Le mystère Daval (téléfilm)
- 2023 : L'Incroyable Embouteillage de David Charhon (téléfilm)

### Clips
- 2006 : From My Shades de Crack ov Dawn, réalisé par Franck Védrines
- 2011 : Isabelle de Maud Le Guénédal[21] et I Know What You Did de Medi[22]
- 2012 : Le Monde des grands[23] de Rémingway[24], réalisé par Rémi Dumas
- 2013 : Pendant ce temps, série humoristique Studio Bagel Canal+
- 2014 : Apparition dans une vidéo de Norman fait des vidéos, intitulée Les Toilettes[25]
- 2018 : Apparition dans le clip Paradise du rappeur Lefa featuring Lomepal[26]
- 2022 : Apparition dans le clip 24 du chanteur Kaky[27]

### Émissions de télévision et web série
- 2010 : Le Mag de Max dans l'émission Dilemme (chroniques)
- 2012 : Web-séries intitulées Les Bleus dans l'espace et PuceauX
- 2014 : Le Rappel des titres ou le Before : chronique humoristique dans l'émission Le Grand Journal

### Publicités
- 2008 : Publicités pour Cartier (produite par la société Happy End), Spécial K (réalisée par Érick Zonca), Sony (réalisée par Laurent Roi) et Van Cleef & Arpels
- 2011 : Publicités pour Taillefine (intitulée Envie de Voyager ?)[28]et Teisseire (réalisée par David Hartley)[29]
- 2012 : Publicité pour Peugeot intitulée Independance Way, réalisée par Paul Mignot[30]
- 2013 : Publicité sur différents supports (spots pour la télévision et Internet ainsi qu'un site événementiel) pour Carte Noire intitulée Sortez de la routine[31]
- 2013 : Campagne d'affichage nationale pour Free mobile[32]
- 2015 : Série de dix épisodes sur les coulisses du Festival de Cannes, sponsorisé par Magnum[33]
- 2016 : Série de trois épisodes sur Internet, #IdéalementMoi, sponsorisée par Cosmopolitan et Vichy

## Théâtre
- 2001 : Isabelle, trois caravelles et un charlatan (Dario Fo)[34]
- 2004 : On ne badine pas avec l'amour d'Alfred de Musset, mise en scène Frédérique Aufort ; rôle : Dame Pluche
- 2006 : Barbe-Bleue, espoir des femmes de Dea Loher, mise en scène Maria Tikova, Théâtre de l'opprimé
- 2007 : Ils se marièrent et eurent beaucoup de Philippe Dorin, mise en scène Justine Heynemann, Festival « Printemps de la Cuisine »
- 2007 : Rose Bonbon de Justine Heynemann, mise en scène Justine Heynemann, Festival d'Avignon et Palais des Glaces
- 2008 : La Ronde d'Arthur Schnitzler, mise en scène Justine Heynemann, Théâtre Édouard VII
- 2009 : Le Grand bain de Clément Michel, mise en scène Stéphane Boutet, Théâtre Michel
- 2010 : Un mariage presque parfait de Vincent Azé, mise en scène Jacques Décombe
- 2010 : Happy bad day... to you de Julien Gaetner, mise en scène Stephan Duclos, Théâtre Les Feux de la rampe
- 2011 : Rita, on l'aime ou on l'a quitte de Thomas Walsh, mise en scène Samuel Forst, Festival d'Avignon, Théâtre des béliers
- 2011 : Le Carton de Clément Michel, mise en scène Arthur Jugnot et David Roussel, Palais des Glaces
- 2014 : De beaux lendemains d'après le roman homonyme de Russell Banks, mise en scène Emmanuel Meirieu, en tournée

## Distinctions

### Récompenses
- 2012 : Prix Talents Cannes Adami  pour La Marque des Champions[35]
- 2018 : Prix L'essence du talent au Festival France Odéon de Florence pour Comme des garçons[36]

### Nominations et sélections
- 2015 : Coup de projecteur au Festival international de comédie de l'Alpe d'Huez[37]